# Альтенбургер, Карл
Карл Альтенбургер (нем. Karl Altenburger; родился 27 августа 1909 года в Альтенбурге, Германия — 2 февраля 1978 года в Йештеттене, Германия) — немецкий шоссейный велогонщик, выступавший с 1929 по 1938 год.

## Достижения
1931
2-й Чемпионат Цюриха
6-й Париж — Брюссель
1932
2-й Тур дю Лак Леман
3-й Чемпионат Цюриха
1933
1-й — Этап 5 Тур Швейцарии
2-й Тур дю Лак Леман
4-й Милан — Сан-Ремо
1935
1-й Тур дю Лак Леман